# Reacción carbilamina
La reacción carbilamina o prueba de la carbilamina es una prueba química para la detección de aminas primarias. En esta reacción, el analito es calentado con hidróxido de potasio alcohólico y cloroformo. Si hay una amina primaria presente, se forma el isocianuro, caracterizado por su fuerte y desagradable olor.
Por ejemplo, la reacción con la etilamina:

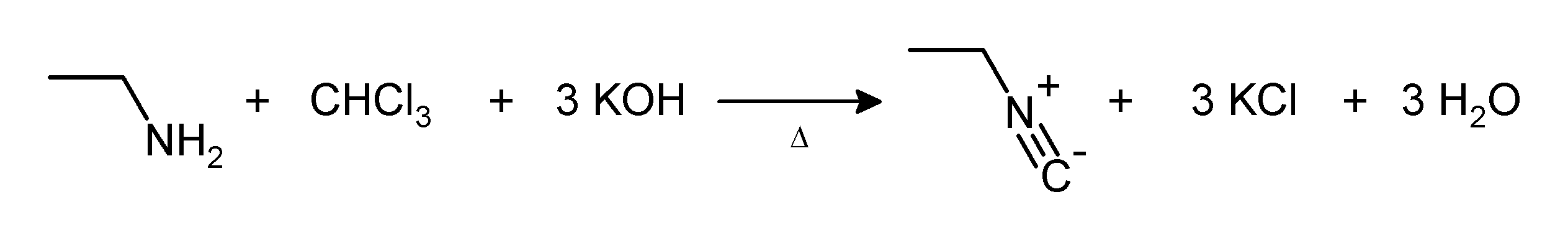
Reacción carbilamina con la etilamina.

La reacción con la anilina:

Reacción carbilamina con la anilina.

La prueba de la carbilamina no da una reacción positiva con las aminas secundarias y terciarias.

## Carbilamina
Es un compuesto orgánico con el grupo funcional R-N-C con el uso del prefijo iso que, gracias a la conexión del nitrógeno y el carbono, posee una relación formal positiva.La funcionalidad CN se conecta al fragmento orgánico por medio del átomo de nitrógeno. Según las normas IUPAC se debe denominar isocianuro por su mayor dependencia a la composición del nitrilo que a la del cianuro; en consecuencia, CH3CN puede llamarse etanonitrilo.